# 開心香港
開心香港(英語：Happy Hong Kong)，為香港特別行政區政府及香港旅遊發展局讓香港市民有多元文化的玩樂選擇，作為推廣旅遊及經濟刺激的項目。

## 歷史
開心香港源自《2023年至2024年度香港政府財政預算案》。
活動於2023年5月7日由財政司司長陳茂波主持美食市集啟動禮。

## 外部連結
- 開心香港 （页面存档备份，存于）
- 開心香港的Instagram帳戶